# Avenida España
La Avenida España è un'arteria viaria che unisce le comunità di Valparaíso e Viña del Mar, nella regione di Gran Valparaíso, in Cile.

## Caratteristiche
È la terza strada più transitata del paese. Inizia nel Nudo Barón, a Valparaíso, e finisce nell'asse Calle Viana - Calle Álvares a Viña del Mar. Si trova sul litorale costiero e offre una veduta costante dell'oceano Pacifico.
Nel suo percorso si trovano tre stazioni della metro: Barón, Portales y Recreo.

## Storia
Alla fine del XIX secolo la linea ferroviaria e il cammino che percorreva le colline erano le uniche forme per viaggiare dal porto alla neonata città di Viña del Mar. Data la scarsa frequenza dei treni e il crescente traffico automobilistico, si cominciò a discutere la costruzione di una nuova alternativa viaria.
Nonostante l'opposizione della Empresa de los Ferrocarriles del Estado all'uso dei suoi terreni, nel 1899 sono iniziate le opere per la costruzione. Il 28 gennaio 1906 si inaugura la via con il nome di Camino Plano.
La pavimentazione inizia nel 1916 e la successiva inaugurazione, con il nome ufficiale di Avenida España, avviene il 7 ottobre 1922.